# 高島雅羅
高島雅羅（日语：／ Takashima Gara，1954年月日—），日本女演員、配音員。出身於東京都台東區淺草。青二Production所屬。藝名「雅羅」之所以用借字命名，是因為其身形瘦弱得像「雞骨頭」。身高154cm。O型血。

## 經歷
父親經營肉店。實踐女子學園中學校·高等學校畢業後，最初的工作是向參觀者解釋主要電子製造商的最新電腦。有一天，一位顧客問起產品的功能，高島說不出話來，笑著解釋道「現在我來開始說明吧」。對此她感到震驚，雖然本身喜歡說話，但醒來時認為不想成為一個空蕩蕩的裝飾品。那時，熟人介紹她到了一家製作公司，得到了一份海外影集日語配音的工作，從此投入配音業界。
劇團薔薇座出身，曾受野澤那智指導演技。以嚴格的演技指導著稱的野澤，也對高島的實力給予高度評價。
首次常駐演出的角色是1978年電視動畫《新·網球甜心》的瀧美知留。
2008年4月開始從東京俳優生活協同組合轉向Across Entertainment。2009年10月成為自由身，2010年回歸俳協。2018年1月開始從俳協轉向青二Production。過去也所屬於同人舎Production。
2015年，獲得第9屆聲優Awards「高橋和枝獎」。

## 人物
於動畫或海外影集演出不計其數。在海外影集方面為金·貝辛格、黛米·摩爾、莎朗·史東、吉娜·戴維斯、蕾妮·羅素、米歇爾·法伊弗、瑪格·海根柏格等女明星配音。從古典劇到現代劇，從重磅劇到情景喜劇、特攝影集等作品演出的範圍很廣，還有擔當女主角的配音。
性格溫厚，在現場備受信賴。後輩田中敦子在新人時期被高島的演技和人品深深打動，現在也以高島當作目標。
丈夫銀河萬丈也從事配音工作。夫妻2人也多次共演。
資格、執照：調理師執照。興趣：園藝。特長：爵士舞、古典芭蕾。

## 演出
粗體字表示主要角色。

### 電視動畫
- 星界的紋章（蕾克希·衛夫·羅貝爾·普拉奇雅）
- 銀河戰國群雄傳（獨眼龍正宗）
- 機動戰士GUNDAM Z（ヒルダ・ビダン）
- 艾瑪2（桃樂蒂亞・莫爾德斯）
- 極速攝殺（天王洲神泉）
- 浪客劍心（武藤鶴世）
- 相聚一刻（九條明日菜的母親）
- 名偵探柯南（妃英理）
- 名偵探福爾摩斯（海倫·麥克班恩）
- 惡魔獵人（亞曼達）
- 絢爛舞踏祭（MAKI）
- 魔法陣都市（羅莎・夏安）
- 我們這一家（繪美的媽媽）
- 怪醫黑傑克 ～4個生命奇跡～（瓦特曼博士）
- 怪醫黑傑克21（蓮花）
- 週刊故事樂園（「離婚的前夜…」（江藤美代子））
- 世界名作劇場系列
  - 紅髮安妮（黛安娜‧貝瑞）
  - 七海的堤可（玫格‧塔夫特）
- 幸運女神 各自的羽翼（兀兒德之母菲爾德）
- 道子與小花（安娜絲塔西亞）
- 銀魂(乙姬)
- 星際牛仔（茱莉亞）
- MONSTER（雙胞胎的母親）
- 人生交叉點（野口瑞穗）

1987年
- 超能力魔美（新一的母親）

1990年
- 三眼神童（寫樂的母親）

2001年
- 狂野禁區（日语：Z.O.E Dolores, i）（琳達·羅蘭）

2002年
- 驚爆危機（女醫）

2004年
- 怪醫黑傑克TV版（瑪姬的母親）

2010年
- 青春CUP（鷺澤葉子）

2012年
- 黃昏乙女×失憶幽靈（庚紫子（老年期））
- 軍火女王（安瑪利亞·托洛布斯基）
- 軍火女王Perfect Order（安瑪利亞·托洛布斯基）

2013年
- Line Town（月的母親）

2016年
- orange橘色奇蹟（翔的祖母）
- 名侦探柯南 章节''ONE'' 缩小的名侦探（妃英理）

2018年
- 鬼太郎 (第6作)（澤田淑子）

2019年
- 賢者之孫（梅莉達·鮑溫）

2020年
- 歌舞伎町夏洛克（千代）
- 动物新世代 BNA（巴爾巴雷・羅瑟）
- 大欺詐師（朱雀明美）

2021年
- 宿命迴響：命運節拍（布朗夫人）

2022年
- RWBY 冰雪帝國（薇洛·雪倪）

2023年
- 淪落者之夜（伊貝塔[13]）

### 電影動畫
- 大雄的日本誕生（土魔）
- 魔法陣都市（蕾比亞・馬培力克）
- 名偵探柯南 第14號獵物（妃英理）
- 名偵探柯南 銀翼的奇術師（妃英理）
- 名偵探柯南 偵探們的鎮魂歌（妃英理）

2000年
- 名偵探柯南 瞳孔中的暗殺者（妃英理）

### 網路動畫
- 名偵探柯南 逃亡者·毛利小五郎（2014年，妃英理）

### 廣播劇CD
- 雷鳥神機隊秘密基地集錦（1992年，潘妮洛普·克雷頓華德）
- 7SEEDS 幻海奇情（2003年，早乙女牡丹）

### 外語配音

#### 演員
艾米·耶茲貝克
- 天才小搗蛋（英语：Problem Child (film)）（弗洛·希利）

安迪·麥杜維
- 致命女人香（英语：Bad Girls (1994 film)）（艾琳·斯賓塞）※影碟版。
- 今天暫時停止（麗塔·漢森）
- 終極神鷹（英语：Hudson Hawk）（安娜·巴拉利）※影碟版。
- 丈夫一籮筐（英语：Multiplicity (film)）（勞拉·金尼）

芭芭拉·赫爾希
- 漢娜姊妹（李）※朝日電視台版[注 1]。

嘉莉·費雪
- 地獄來的芳鄰（卡羅爾·彼得森）※朝日電視台版。
- 星際大戰系列（莉亞·歐嘉納）
  - 星際大戰四部曲：曙光乍現[14] ※影碟版。
  - 星際大戰五部曲：帝國大反擊 ※影碟版。
  - 星際大戰六部曲：絕地大反攻 ※影碟版。
  - STAR WARS：原力覺醒
  - STAR WARS：最後的絕地武士
  - STAR WARS：天行者的崛起[15]

凱特·布蘭切特
- 終極土匪（英语：Bandits (2001 film)）（凱特·惠勒）※影碟版。

辛西婭·羅德斯
- 閃舞（英语：Flashdance）（蒂娜·特克）
- 龍飛鳳舞（英语：Staying Alive (1983 film)）（傑基）

戴露·漢娜
- 銀翼殺手（普莉絲·史崔登）※TBS版。
- 天才一族（凱西·伯吉斯）
- 興高采烈（英语：High Spirits (film)）（瑪麗·普朗克特·布羅根）
- 矮騾子的春天（英语：The Last Days Of Frankie The Fly）（瑪格麗特）
- 華爾街（達麗爾·漢娜）※朝日電視台版。

黛米·摩爾
- 脫衣舞娘（艾琳·格蘭特）※影碟版。

艾瑪·湯普遜
- MIB星際戰警3（O探員）

吉娜·戴維斯
- 紅粉聯盟（多蒂·辛森）※影碟版
- 霹靂遊俠 (第2季)（葛蕾絲·法蘭）
- 一家之鼠系列（愛莉諾·李太太）
  - 一家之鼠 ※影碟版
  - 一家之鼠2
  - 一家之鼠3

潔美·李·寇蒂斯
- 今生有約（英语：Forever Young (1992 film)）（克萊爾·庫珀）※朝日電視台版。
- 尼古拉斯的禮物（英语：Nicholas' Gift）（梅姬·葛林）※VHS版。

珍·西摩兒
- 辛巴達穿破猛虎眼（英语：Sinbad and the Eye of the Tiger）（法拉公主）※影碟版、TBS版。

瓊妮·威利
- 再殺我一次（英语：Kill Me Again）（法伊·福雷斯特）※VHS版。
- 血染的搖籃（英语：Mother's Boys）（科琳·‘凱莉’·哈蘭德）
- 特遣隊出擊（英语：Navy SEALs (film)）（克萊爾·瓦倫斯）※VHS版。
- 風雲際會（英语：Willow (film)）（索爾沙）※影碟版。
  - 風雲際會 (電視劇)（英语：Willow (TV series)）[16]

茱莉亞·羅勃茲
- 現代灰姑娘（黛西·阿魯霍）

茱莉安·摩爾
- 我想念我自己（艾麗斯·霍蘭）
- 亡命天涯（安妮·伊斯特曼）

克莉斯汀·史考特·湯瑪斯
- 疑雲密佈（英语：Random Hearts）（凱·錢德勒）※影碟版。

莉亞·湯普遜
- 回到未來系列 ※朝日電視台版。
  - 回到未來（羅蓮·貝因斯·麥佛萊）
  - 回到未來II（羅蓮·貝因斯·麥佛萊）
  - 回到未來III（羅蓮·貝因斯·麥佛萊、瑪姬·麥佛萊）
- 孤獨法師（英语：The Wizard of Loneliness (film)）（西比爾）

麥德琳·史道威
- 致命女人香（英语：Bad Girls (1994 film)）（科迪·薩莫拉）※朝日電視台版。

瑪格·海根柏格
- 意氣風發（英语：The Last Time I Committed Suicide）（莉茲）

瑪麗·史汀柏格
- 屠夫的靈媒嬌妻（英语：The Butcher's Wife）（史黛拉）

梅麗·史翠普
- A.I.人工智慧（藍仙女）※影碟版。

瑞貝卡·德·莫妮
- 保送入學（拉納）

蕾妮·羅素
- 致命武器3（英语：Lethal Weapon 3）（洛娜·科爾）※影碟版。
- 致命武器4（洛娜·科爾）※影碟版。
- 大聯盟（林恩·威爾斯）※影碟版。

羅珊娜·艾奎特
- 殺手不眨眼（英语：The Whole Nine Yards (film)）（索菲·奧瑟蘭斯基）

莎朗·史東
- 熱血高手（莎拉·托斯卡尼）※影碟版。

#### 電影
- 48小時（伊蓮·馬歇爾〈安妮特·奧圖（英语：Annette O'Toole）〉）※朝日電視台版。
- 九死一生（英语：99 and 44/100% Dead）（嬰兒）
- 辛亥革命（隆裕太后〈陳沖〉）
- A.I.人工智慧（派翠西亞）※影碟版。
- 飛離航道（英语：Air America (film)）（科琳·朗德羅〈南希·特拉維斯（英语：Nancy Travis）〉）※影碟版。
- 異形2（費羅下士〈柯蕾特·希勒（英语：Colette Hiller）〉）※TBS版。
- 安娜與國王（安娜·利奧諾文斯〈茱蒂·佛斯特〉）※影碟版。
- 現代啟示錄（羅克珊·薩羅〈奧蘿爾·克來蒙〉）※特別完整版。
- 奧黛麗（英语：Audrey (2020 film)）（米塔·溫加羅〈本人〉[17]）
- 我不笨所以我有話說（牧羊犬福來〈米瑞安·瑪格萊斯〉）※NHK版。
- 我很乖因為我要出國（牧羊犬福來〈米瑞安·瑪格萊斯〉）※NHK版。
- 砲彈飛車2（吉爾〈蘇珊·安東（英语：Susan Anton）〉）
- 豹人（英语：Cat People (1982 film)）（艾麗絲〈安妮特·奧圖〉）※富士電視台版。
- 赤面煞星（英语：Catchfire）（安妮·本頓〈茱蒂·佛斯特〉）※劇院公映版。
- 燃眉追擊（凱西·萊恩〈安妮·亞契〉）※朝日電視台版。
- 眼鏡蛇（英格麗德·克努森〈布莉姬特·尼爾森（英语：Brigitte Nielsen）〉）※TBS版。
- 來看天堂（英语：Come See the Paradise）（莉莉／河村百合子〈富田譚玲〉）※影碟版。
- 鱷魚先生（蘇·查爾頓〈琳達·柯兹羅斯基〉）※朝日電視台版。
- 凶獸出籠（英语：Day of the Animals）（曼迪·楊〈蘇珊·巴克林尼（英语：Susan Backlinie）〉）
- 觸目驚心（英语：Deceived）（艾德麗安·桑德斯〈歌蒂·韓〉）
- 怪醫杜立德系列（麗莎·杜立德〈克莉絲汀·威爾遜（英语：Kristen Wilson）〉）
  - 怪醫杜立德 ※影碟版。
  - 怪醫杜立德2（英语：Dr. Dolittle 2） ※影碟版、東京電視台版。
  - 怪醫杜立德3（英语：Dr. Dolittle 3）
- 杜立德（噴火龍〈聲：法蘭西斯·狄·拉·托爾（英语：Frances de la Tour）〉）
- 剃刀邊緣（麗茲·布萊克〈南茜·艾倫〉）※朝日電視台版。
- 閣樓裡的花（英语：Flowers in the Attic (1987 film)）（科琳·多蘭格〈維多利亞·田納特（英语：Victoria Tennant）〉）
- 魔鬼武器（Zed-10〈卡羅琳·珀迪-戈登（英语：Carolyn Purdy-Gordon）〉）※影碟版。
- 十三號星期五系列
  - 十三號星期五（布蘭達〈羅利·巴特拉姆（英语：Laurie Bartram）〉）
  - 十三號星期五2（英语：Friday the 13th Part 2）（桑德拉·戴爾〈瑪爾塔·科伯〉）※日本電視台版。
  - 十三號星期五3（英语：Friday the 13th Part III）（黛比〈崔西·薩維奇（英语：Tracie Savage）〉）
  - 十三號星期五5：新開始（英语：Friday the 13th: A New Beginning）（拉娜〈麗貝卡·伍德〉）
  - 十三號星期五6：傑森复活（英语：Friday the 13th Part VI: Jason Lives）（梅根·加里斯〈珍妮佛·庫克（英语：Jennifer Cooke）〉）
- 殺出銀河系（英语：Galaxy of Terror）（德米婭〈塔夫·奧康奈爾（英语：Taaffe O'Connell）〉）
- Girls（英语：Girls (1980 film)） ※富士電視台版。
- 超魔界戰警（英语：Hellbound (film)）（萊斯利·霍金斯〈雪莉·J·威爾遜（英语：Sheree J. Wilson）〉）※東京電視台版。
- 緊張大師 ※TBS版。
- 夜半鬼敲門（英语：House (1986 film)）（坦妮亞〈瑪麗·史泰文（英语：Mary Stävin）〉）
- 愛瑪姑娘（英语：Irma la Douce）（亞馬遜·安妮〈瓊·肖利（英语：Joan Shawlee）〉）
- 007系列
  - 007：金鋼鑽（贊珀）※TBS舊錄製版。
  - 007：來自俄羅斯的愛情（克林姆的女人）※TBS舊錄製版。
  - 007：生死關頭（羅西〈格洛麗亞·亨德利（英语：Gloria Hendry）〉）※TBS舊錄製版。
  - 007：太空城（曼努埃拉）※TBS版
  - 巡弋飛彈（淑女、派翠西亞、舒拉布蘭德看護）※機內上映版。
  - 007：女王密使（以色列美女）※TBS版。
  - 007：海底城（娜奧米〈卡羅琳·門若（英语：Caroline Munro）〉）※TBS舊錄製版。
  - 007：雷霆谷（林〈周采芹〉）※TBS版。
- 大白鯊（艾倫·布羅迪〈洛蘭·加里（英语：Lorraine Gary）〉）※東京電視台版。
- 大白鯊2（艾倫·布羅迪〈洛蘭·加里〉[18]）※BS東視版。
- 大白鯊3（莉茲）
- 魔島仙蹤（德德／安潔莉卡／派翠西亞〈梅格·瑞安〉）
- 王牌大騙子（奧黛莉·瑞德〈莫拉·堤艾妮（英语：Maura Tierney）〉）
- 小婦人（英语：Little Women (1949 film)）（艾咪·馬奇〈伊麗莎白·泰勒〉）※NHK版。
- 樂一通反斗特攻隊（凱特·修頓〈詹娜·埃爾夫曼〉）
- 曼哈頓（瑪麗·威爾基〈黛安·基頓〉）
- 地獄旅館（特芮〈妮娜·埃索蘿兒（英语：Nina Axelrod）〉）
- 幕後情人（英语：Mistress (1992 film)）（貝弗利〈雪莉·李·勞夫（英语：Sheryl Lee Ralph）〉）
- 反暴特勤組（帕姆〈希拉蕊·湯普森（英语：Hilary Thompson）〉）※朝日電視台版。
- 美國往事（伊芙〈達蓮·佛魯格（英语：Darlanne Fluegel）〉）※朝日電視台版。
- 枕邊陷阱（英语：Original Sin (2001 film)）（艾米莉·拉塞爾）※東京電視台版。
- 超越顛峰（英语：Over the Top (film)）（克里斯蒂娜·卡特勒〈蘇珊·布萊克利〉）※朝日電視台版。
- 警察學校5：邁阿密之旅（英语：Police Academy 5: Assignment Miami Beach）（凱特〈珍妮特·瓊斯（英语：Janet Jones）〉）※影碟版。
- 食人魚（貝齊〈貝琳達·巴拉斯基（英语：Belinda Balaski）〉）
- 大力水手（奧莉薇·奧伊爾（英语：Olive Oyl）〈謝莉·杜瓦爾〉）※機內上映版。
- 雲裳風暴（英语：Prêt-à-Porter (film)）（安妮·艾森豪〈茱莉亞·羅勃茲〉）
- 殺機邊緣人（南〈加布里埃爾·卡特里斯（英语：Gabrielle Carteris）〉）
- 第一滴血2（芳·寶〈茱莉亞·尼克森（英语：Julia Nickson）〉）※日本電視台版。
- 魔鬼殺陣（艾咪·卡明斯基〈布蘭奇·貝克〉）※TBS版。
- 重返奧兹國（英语：Return to Oz）（埃姆阿姨〈派珀·勞瑞〉）※富士電視台版。
- 復仇忍者（英语：Revenge of the Ninja）（凱西）
- 機器戰警2（英语：RoboCop 2）（安吉〈蓋倫·葛吉（英语：Galyn Görg）〉）※朝日電視台版。
- 洛基4：天下無敵（柳德米拉·德拉戈〈布莉姬特·尼爾森（英语：Brigitte Nielsen）〉）※TBS版。
- 洛奇：拳王再臨（瑪莉〈潔拉爾汀·休斯（英语：Geraldine Hughes）〉）
- 羅馬，不設防的城市（瑪麗娜·瑪麗）※朝日電視台版。
- 書中字有夢女神（卡爾文·威爾-菲爾茲的母親〈安妮特·班寧〉）
- 南方之歌（莎莉〈露絲·沃里克（英语：Ruth Warrick）〉）※BVHE版。
- 從太陽出擊（亞歷克斯·諾夫〈安娜貝爾·斯科菲爾德〉）※日本電視台版。
- 第七幻象（英语：Sometimes They Come Back (film)）（莎莉·諾曼〈布魯克·亞當斯（英语：Brooke Adams (actress)）〉）※VHS版。
- 迅雷禁區（英语：Speed Zone）（瑪格麗特〈莎莉·貝拉方特（英语：Shari Belafonte）〉）※TBS版。
- 終極保鑣（瑞秋·馬龍〈惠妮·休斯頓〉）※富士電視台版。
- 捍衛真相（米米·盧瑞〈茱莉·姬絲蒂〉）
- 越戰獵鹿人（安潔拉·盧德杜拉維奇-普什科夫〈拉特安亞·艾爾達（英语：Rutanya Alda）〉）※富士電視台版。
- 鬼戀（英语：The Entity）（辛蒂·納許〈瑪格麗特·伯萊（英语：Maggie Blye）〉）※朝日電視台版。
- 伸冤人（蘇珊·普拉默〈梅莉莎·李歐〉）
  - 伸冤人2[19]
- 烈火終結令（英语：The Fan (1996 film)）（喬爾·史坦〈埃倫·巴爾金〉）※朝日電視台版。
- 大老婆俱樂部（安妮·帕拉迪絲〈黛安·基頓〉）
- 摩登原始人（英语：The Flintstones (film)）（威瑪·弗林史東（英语：Wilma Flintstone）〈伊麗莎白·帕金斯〉）
- 魔鬼捕頭（英语：The Gauntlet (film)）（格斯·莫瑞〈桑德拉·洛克（英语：Sondra Locke）〉）
- 戴罪立功（英语：The Inglorious Bastards）（妮可〈黛博拉·貝傑（英语：Debra Berger）〉[20]）※日本電視台版。
- 小子難纏3（英语：The Karate Kid Part III）（米洛太太〈弗蘭西斯·貝（英语：Frances Bay）〉）※DVD、BD版。
- 終極尖兵（英语：The Last Boy Scout）（莎拉·哈倫貝克〈雀兒喜·菲爾德（英语：Chelsea Field）〉）※影碟版。
- 白頭神探（英语：The Naked Gun）系列（珍·史賓賽〈普里西拉·普里斯萊〉）
  - 脫線總動員：最後的恥辱
  - 笑彈龍虎榜
  - 站在子彈上的男人
- 愛國者（夏綠蒂·賽爾頓〈朱莉·理查德森（英语：Joely Richardson）〉）※東京電視台版。
- 愛情限時簽（葛瑞絲·派斯頓〈瑪麗·史汀柏格〉）
- 金槍客再闖鬼門關（英语：The Return of Ringo）（哈莉·布朗〈洛雷拉·德·盧卡（英语：Lorella De Luca）〉）※東京電視台版。
- 洛基恐怖秀（珍妮特·懷斯〈蘇珊·莎蘭登〉）
- 沖天大火災（珍妮特）※日本電視台版。
- 洛城生死鬥（英语：To Live and Die in L.A. (film)）（比安卡·托雷斯〈黛博拉·福伊爾（英语：Debra Feuer）〉）※TBS版。
- 魔鬼總動員（蘿莉·奎德〈莎朗·史東〉）※影碟版。
- 異形總動員（納迪亞·維諾格拉多娃〈喬安娜·帕庫拉（英语：Joanna Pacuła）〉）※影碟版。
- 奪標27秒（英语：Vision Quest (film)）（克拉〈琳達·菲奧倫蒂諾〉）
- 等待夢醒時分（英语：Waiting to Exhale）（薩凡納·傑克遜〈惠妮·休斯頓〉）
- 細菌浩劫（英语：Warning Sign (film)）（喬安妮·莫爾斯〈凱薩琳·昆蘭〉）
- 越獄鴛鴦（英语：Wedlock (film)）（諾艾爾〈陳沖〉）※VHS版。
- 危機四伏（英语：What Lies Beneath）（艾琳娜〈溫蒂·克勞森（英语：Wendy Crewson）〉）
- 當哈利碰上莎莉（莎莉·艾爾布萊特〈梅格·瑞安〉）※影碟版。
- 生人迴避2（安妮·鮑爾斯〈蒂莎·法羅（英语：Tisa Farrow）〉）※TBS版。

#### 電視影集
- 和我女兒約會的八大守則（英语：8 Simple Rules）（凱特·S·軒尼詩〈凱蒂·薩加爾〉）
- 星際牛仔（茱莉亞（英语：List of Cowboy Bebop characters#Julia）〈艾琳娜·莎婷〉[21]）
- 碧海奇緣（英语：Ocean Girl）（黛安·貝茨）
- 墜落的人（英语：The Fall Guy）（特里·邁克斯〈瑪姬·波斯特（英语：Markie Post）〉）
- 星艦奇航記系列（迪安娜·特洛伊）
  - 銀河飛龍
  - 星際爭霸戰：底層甲板
  - 星艦前傳
  - 星際爭霸戰：畢凱
  - 星艦奇航記：重返地球
- 瑞士家庭魯賓遜歷險記（英语：The Adventures of Swiss Family Robinson）（伊莉莎白·魯賓遜〈瑪格·岡恩（英语：Margo Gunn）〉）
- 墜落的人 (第2季)（英语：The Fall Guy）（特里·邁克爾斯〈瑪姬·波斯特（英语：Markie Post）〉）
- 外星界限（英语：The Outer Limits (1995 TV series)）（凱倫·希瑟頓〈瑞伊·道恩·沖（英语：Rae Dawn Chong）〉、佐伊〈米凱拉·潔〉）
- 偽裝者（賈羅德·羅素的母親／瑪格麗特〈金姆·梅爾絲（英语：Kim Myers）〉）
- 則天武后（徐惠〈李建群〉）

#### 海外布偶劇
- 星雲75號（英语：Nebula-75）（蒙特太太[22]）

#### 動畫
- 恐龍（蓓莉歐〈艾爾弗麗·伍達德〉）
- 約瑟傳說：埃及之謎（蘇麗佳／波提乏的妻子〈茱迪斯·萊特（英语：Judith Light）〉）

### 布偶劇
- 兒童布偶劇場（日语：こどもにんぎょう劇場）

### 廣播劇
- 終戰紀念日特集 奇蹟生還的67年 瓜島再度（敘述）

### 柏青哥
- SANKYO（日语：三共 (パチンコ)）「CR FEVER星際大戰 達斯·維達降臨」（莉亞·歐嘉納）

### 主題公園
- 東京迪士尼海洋「失落河三角洲」（咖啡提供的聲音）

## 腳註

## 外部連結
- 日本電影數據庫（JMDb）上高島雅羅的資料（日語）
- 高島雅羅 （页面存档备份，存于） （日語）—allcinema（日语：allcinema）
- 高島雅羅 （页面存档备份，存于） （日語）—KINENOTE
- Gara Takashima在互联网电影资料库（IMDb）上的資料（英文）
- 高島雅羅｜青二Production （日語）
- 高島雅羅 （页面存档备份，存于） （日語）—MOVIE WALKER PRESS（日语：MOVIE WALKER PRESS）